# Araciel

Término municipal de Corella (Navarra), al que pertenece el antiguo Araciel.

Araciel fue una antigua población de Navarra (España), perteneciente históricamente a la Merindad de Tudela. Estuvo situada al noreste de la ciudad de Corella, junto al límite con La Rioja, sobre un espolón en el valle del río Alhama. Por su ubicación fronteriza, jugó un papel de cierta relevancia en la Historia de Navarra hasta quedar completamente abandonado en el siglo XV.
En la actualidad, apenas se conservan restos de este despoblado. A pesar de ello, el lugar muestra huellas del saqueo de expoliadores, que han escarbado infructuosamente en busca de piezas de valor.

## Historia

### Protohistoria y Romanización (siglosVa.C.-Vd.C.)
El antiguo poblado sigue el modelo habitual de los castros fortificados de la Edad del Hierro en la Ribera de Navarra: elevado en un emplazamiento con buenas condiciones defensivas, adaptado al terreno y protegido artificialmente por murallas y fosos.
Por su situación en el valle del Ebro, el contacto de este núcleo con Roma fue temprano (siglo II a. C.). Posteriormente su ubicación junto a la vía que comunicaba Asturica Augusta (Astorga) y Tarraco (Tarragona) posibilitó un notable crecimiento de su población, que quedó interrumpido por las crisis del siglo III.
Actualmente es unánimemente aceptado por la comunidad científica la relación de este lugar con los Aracellitanorum Bacaudarum del siglo V citados por Hidacio. No existe acuerdo sin embargo en cuanto a la interpretación de la cita y si éste era el lugar de origen de los grupos bagáudicos derrotados por el general Merobaudes en el año 443 o bien si se trata simplemente del escenario de dicha capitulación. En todo caso, no hay duda en identificar el nombre de esta población en época romana como Aracelli o Aracilus, que no debe confundirse con la ciudad vascona de Aracaeli, situada al norte de Navarra, en el corredor del Araquil.

### Edad Media (siglosVI-XV)

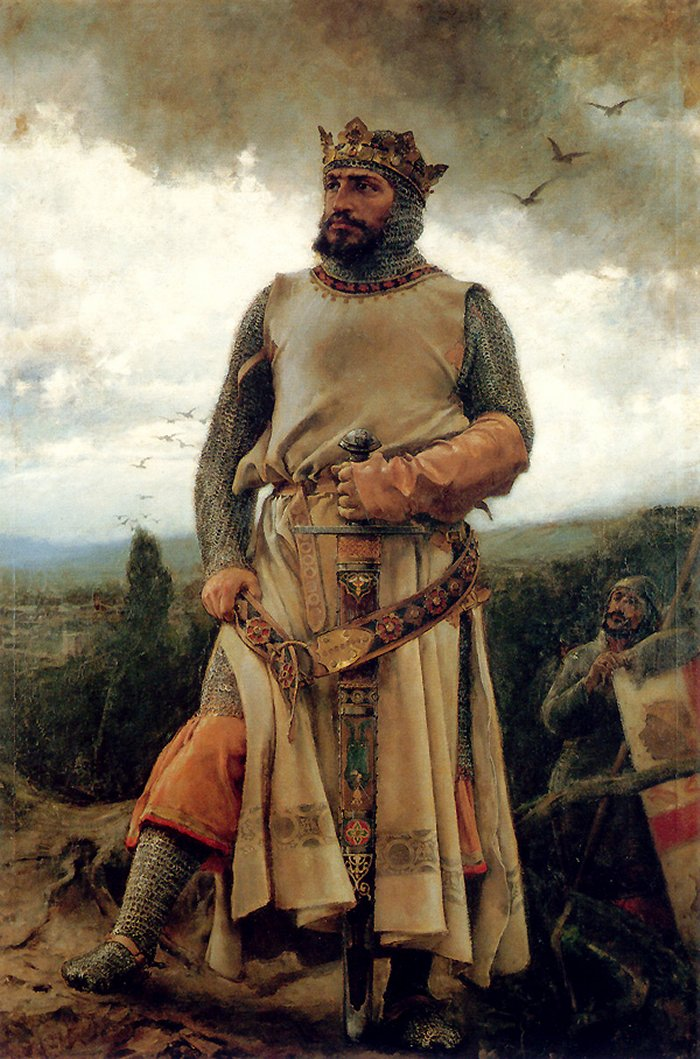
Alfonso I el Batallador, en una representación historicista del. El monarca de pamploneses y aragoneses reconquistó Araciel en la campaña de Tudela (1119).

Apenas existen datos durante la Alta Edad Media, pero debió de seguir habitada por un grupo reducido de pobladores. Fue reconquistada por Alfonso I el Batallador, rey de Pamplona y Aragón, de forma coetánea a Tudela (1119). Como huella de su pasado islámico, mantuvo a buena parte de su antigua población islámica, que desde entonces habitó en la “morería”. El mismo Alfonso I extendió poco después (1128) a este lugar el fuero de Cornago, fuero que ya había recibido Cabanillas (1127) y que recibiría Encisa (1129).
En esos primeros años de dominio cristiano paso momentáneamente a manos de Castilla, aunque pronto el monarca Alfonso VII lo donó al magnate navarro-aragonés Fortún Garcés Cajal (1135), y el lugar no tardó en reintegrarse en el patrimonio de la Corona pamplonesa. Sería el primer episodio de su larga historia como posición fronteriza entre los reinos de Navarra y Castilla. De hecho, por esta posición contó con un castillo cuyos alcaides se documentan desde el siglo XII.
A pesar de su emplazamiento estratégico, durante los siglos XIII-XIV su población fue emigrando paulatinamente hacia núcleos urbanos próximos como Tudela y, sobre todo, Corella, movida especialmente por los ataques constantes que padecía en los casi continuos enfrentamientos en la frontera. En 1350, tras la epidemia de Peste de 1348, lo habitaban 14 familias a las que hay que sumar la guarnición del castillo.
Finalmente quedó despoblado a comienzos del siglo XV, siendo incorporado al término municipal de Corella en 1416 por cesión de Carlos III de Navarra. A pesar de ello, su castillo siguió en uso y fue allí donde sellaron su reconciliación Alfonso V de Aragón y su hermano el infante don Juan (futuro Juan II de Aragón) en el llamado Tratado de Araciel (3-9-1425), por el que se comprometieron a respetar al monarca castellano y a rescatar a su hermano el infante Enrique, cautivo en aquel reino.
Algunos años más tarde (1429) el castillo fue ocupado por las tropas castellanas en la guerra mantenida con Navarra, no siendo devuelto a este último reino hasta la firma de la paz de Toledo (22-9-1436) entre Juan II de Castilla y Juan II de Navarra. Tras su devolución, fue derribado y abandonado.
La última noticia data de 1448, año en que los términos del antiguo lugar, aunque unidos a los de Corella, pertenecía a la Corona navarra y fueron vendidos por el Príncipe de Viana al noble Juan de Beaumont.

### Desaparición del lugar (siglosXVI-XX)
Tras el abandono de la población y la destrucción de su castillo, tan sólo quedó en pie la antigua iglesia parroquial dedicada a Santa Lucía, que mantuvo el culto como ermita de Santa Lucía de Araciel.
A mediados del siglo XVI el templo presentaba muy mal estado, aunque debió de repararse ya que en 1802 consta que seguía existiendo la ermita. De hecho, a comienzos del siglo XX seguía en pie, y aún podían observarse restos del castillo así como una acequia probablemente de origen medieval y de tradición islámica.
Como en tantos otros lugares, la ermita desapareció a lo largo del siglo XX. En 1980 se levantó en su lugar un pequeño monumento de ladrillo que recuerda su emplazamiento.

## Edificios y huellas de Araciel
En la actualidad, el lugar donde se alzaba Araciel muestra las huellas del saqueo de expoliadores, que han escarbado infructuosamente en busca de metales o piezas de valor que no existen. Hay que advertir que su historia material es muy pobre y, en consecuencia, los restos pueden aportar importantes datos que aclaren su evolución o las formas de vida, pero fuera de su contexto, además de carecer de todo valor económico, pierden la mayor parte de su valor informativo.

### Castillo
Aunque el emplazamiento y algunos indicios permiten deducir la existencia de murallas y fosos desde la Protohistoria, los restos defensivos corresponden al castillo y murallas de época medieval. Allí donde la erosión ha dejado a la vista las cimentaciones, se aprecian sillares almohadillados que deben de corresponder a un recinto de origen romano o ser, al menos, piezas de este origen reutilizadas en época medieval.
El castillo tuvo importancia en los siglos XIII-XV como atalaya fronteriza. El primer alcaide fue Jimeno de Olleta, que prestó homenaje por él a la reina Juana I de Navarra. Se hicieron en él obras y reparaciones constantes, particularmente intensas en 1360-1365 con motivo del paso de las Grandes Compañías que convirtieron a la Guerra Civil de Castilla en nuevo escenario de operaciones de la Guerra de los Cien Años. Fue derribado en época de Juan II y Blanca I de Navarra.
Apenas quedan restos, ya que la mayoría han desaparecido por la erosión de un riachuelo próximo. Parece que contaría con una torre en lo alto y varios cuerpos de murallas paralelos flanqueados por pequeñas torres.

### Iglesia de Santa Lucía
La iglesia parroquial de la localidad estuvo consagrada a Santa Lucía y pertenecía a la diócesis de Tarazona. Tras despoblarse el núcleo, quedó en uso como ermita hasta comienzos del siglo XX, y a ella acudían en peregrinación anual los vecinos de Corella. Este templo era además el primero que visitaban los Obispos de Tarazona cuando, recorriendo su diócesis, visitaban Corella.
Desconocemos sus dimensiones y su planta, aunque debía de corresponder a una sencilla y pequeña construcción de carácter rural, propia de este tipo de poblaciones. En la actualidad, un pequeño monumento en ladrillo levantado en 1980 recuerda su emplazamiento con una placa alusiva al templo y a la imagen de la Virgen de Araceli.

### Virgen de Araceli
En 1674 bajo el suelo de la antigua iglesia de Santa Lucía de Araciel, entonces ermita, se descubrió una talla mariana desde entonces conocida como Nuestra Señora de Araceli. Trasladada a Corella para su veneración, se construyó allí una ermita provisional (1675), que sería sustituida poco después por un nuevo templo barroco consagrado en 1693 que aún se conserva.
Posteriormente, ya en 1722, el Ayuntamiento de Corella decidió encargar la guarda del edificio a religiosas de la Orden fundada por Santa Teresa de Ávila (Carmelitas Descalzas), que construyeron junto a esa iglesia sus dependencias y fundaron así el convento que quedó inaugurado en 1724.
La imagen de Nuestra Señora de Araceli (o Araciel) que se venera en dicho convento ha conservado tan sólo el rostro de la talla gótica original, ya que con tras descubrimiento en época barroca fue transformada en imagen de vestir.